# Лоурис (Јужна Каролина)
Лоурис (енгл. Lowrys) град је у америчкој савезној држави Јужна Каролина.

## Демографија
По попису из 2010. године број становника је 200, што је 7 (-3,4%) становника мање него 2000. године.
| Група             | 2000.       | 2010.       |
| Белци             | 140 (67,6%) | 158 (79,0%) |
| Афроамериканци    | 66 (31,9%)  | 33 (16,5%)  |
| Азијати           | 0 (0,0%)    | 1 (0,5%)    |
| Хиспаноамериканци | 1 (0,5%)    | 5 (2,5%)    |
| Укупно            | 207         | 200         |